# Program Łuna
Program Łuna (ros. Луна - Księżyc) – radziecki i rosyjski program bezzałogowych sond kosmicznych do badań Księżyca, który objął 45 (24 oficjalne) misje. Jego celem było przede wszystkim wykonanie dokładnych fotografii widocznej oraz niewidocznej z Ziemi półkuli księżycowej, wylądowanie na powierzchni, przeprowadzenie analiz gruntu, jego pomiarów termicznych, chemicznych i fizycznych. Program, w zależności od charakteru misji, planowany był jako seria bezzałogowych orbiterów i lądowników, w tym pierwszych bezzałogowych pojazdów kołowych, zdolnych przemieszczać aparaturę  naukową oraz lądowniki z aparaturą wzlotową, zdolną powrócić na Ziemię.

## Historia programu
Historię programu Łuna można podzielić na trzy okresy różniące się celami misji i konstrukcją sond.

### Pierwsza generacja: lata 1958–1960
Plany radzieckiego programu lotów księżycowych zostały przedstawione w liście wysłanym 28 stycznia 1958 r. przez Siergieja Korolowa i Mstisława Kiełdysza do Komitetu Centralnego KPZR. Proponowano w nim osiągnięcie dwóch głównych zadań: uderzenie w powierzchnię Księżyca oraz wykonanie pierwszych fotografii niewidocznej z Ziemi strony Księżyca. Program ten został zaaprobowany przez Nikitę Chruszczowa i 20 marca 1958 r. został wydany dekret rządowy (O pracy nad automatycznymi próbnikami księżycowymi i trzystopniowymi rakietami nośnymi dla nich) oficjalnie zapoczątkowujący jego realizację. Kolejny dekret (O starcie automatycznych próbników księżycowych) został wydany 2 września 1958 r. Zasadniczym celem programu było wykazanie przewagi radzieckiej techniki rakietowej i kosmicznej nad Stanami Zjednoczonymi, co zostało wykorzystane do celów propagandowych.
Sondy pierwszej generacji należące do typów E-1, E-2 i E-3 powstały w biurze konstrukcyjnym OKB-1 (obecna nazwa to RKK Energia) pod kierownictwem Korolowa. Były to proste konstrukcje o masie 278–390 kg, pozbawione własnych silników korekcyjnych. Wynoszone były przez rakiety nośne typu 8K72 (Łuna) będące wersją rozwojową rakiety R-7. Po starcie sondy wprowadzane były na tory lotu bezpośrednio wiodące ku Księżycowi, bez wcześniejszego wchodzenia na tymczasową orbitę wokółziemską i bez możliwości ich korekty.
Pomimo że większość sond uległa zniszczeniu podczas startu, Łuna 2 i Łuna 3 wykonały zadania programu
Przez krótki okres w biurze Korolowa rozważano budowę sondy typu E-4 (określana też przez część źródeł jako E-3) wyposażonej w ładunek jądrowy, który miał eksplodować w momencie uderzenia o powierzchnię Księżyca, a widoczny błysk byłby naocznym dowodem na osiągnięcie celu. Projekt ten został jednak, ze względów bezpieczeństwa, szybko zaniechany.

### Druga generacja: lata 1963–1968

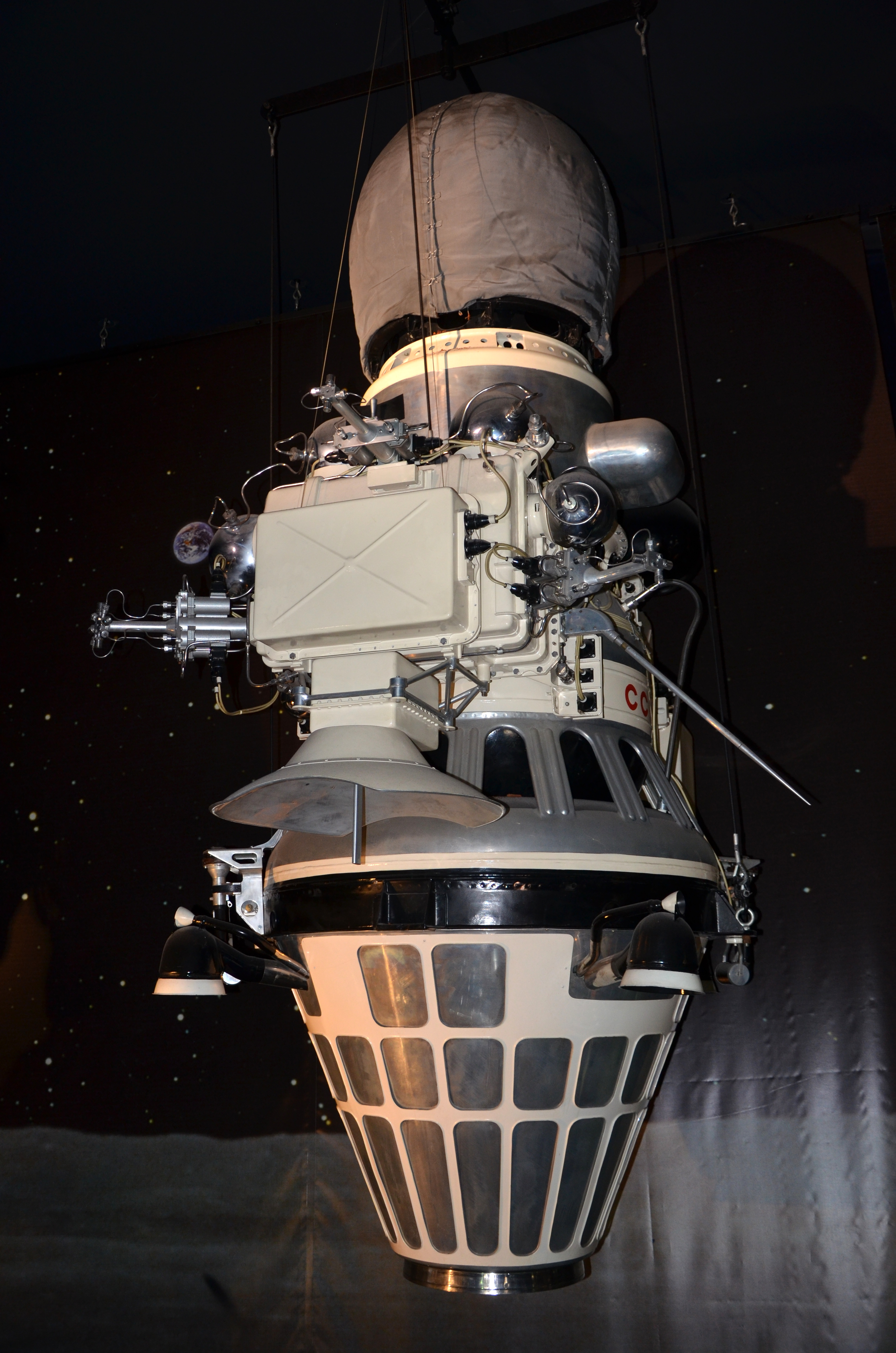
Model sondy Łuna 9

Po wykonaniu wyznaczonych zadań przez sondy pierwszej generacji, w biurze konstrukcyjnym OKB-1, na początku 1960 r., rozpoczęto prace nad sondami typu E-6. Celem tego programu było osiągnięcie miękkiego lądowania na Księżycu i przesłanie fotografii jego powierzchni.
Sondy E-6 i ich późniejsze warianty były większe i bardziej złożone od swych poprzedników. Miały budowę wieloczłonową, masę 1420–1640 kg i wysokość 2,7 m. Podstawę sondy stanowił człon KTDU z głównym silnikiem rakietowym, który miał wyhamować sondę przed lądowaniem. Powyżej umieszczone były zbiorniki materiałów pędnych i człon z wyposażeniem zasilającym, sterującym i łącznościowym. Silniczki korekcyjne i część aparatury umieszczono w dwóch członach przymocowanych do boków sondy, które były odrzucane przed zapłonem silnika hamującego. Na szczycie znajdował się właściwy lądownik AŁS (Awtomaticzeskaja Łunnaja Stancja), którego masa w pierwszych egzemplarzach wynosiła 82 kg, a później została zwiększona do 150 kg. Lądownik otaczała osłona amortyzująca uderzenie w powierzchnię Księżyca, która na krótko przed lądowaniem była wypełniana powietrzem. Na moment przed upadkiem lądownik wraz z osłoną był odrzucany od reszty pojazdu i uderzał w powierzchnię z prędkością 15 m/s. W sztucznych satelitach, które skonstruowano później na bazie sond E-6, zamiast lądownika na szczycie sondy umieszczano człon satelitarny z aparaturą.
Sondy wynoszone były przez rakiety nośne typu Mołnia 8K78 i Mołnia 8K78M (Mołnia-M). W przeciwieństwie do sond pierwszej generacji, sondy E-6 początkowo wchodziły na niską orbitę wokółziemską, skąd zapłon górnego stopnia rakiety nośnej kierował je ku Księżycowi. W trakcie lotu mogły one też dokonywać korekt swej trajektorii.
Program lotów rozpoczęto w styczniu 1963 r., jednak nękany był on przez awarie zarówno rakiet nośnych, jak i samych sond. Powodzeniem zakończył się dopiero lot dwunastej sondy z tej serii, wysłanej w styczniu 1966 r. Początkowo sondy E-6 były konstruowane przez biuro OKB-1 kierowane przez Korolowa. W kwietniu - maju 1965 r. programy sond księżycowych i międzyplanetarnych zostały przekazane do biura konstrukcyjnego GSMZ Ławoczkin (obecna nazwa to NPO im. S. A. Ławoczkina) kierowanego przez Gieorgija Babakina. Pierwszą sondą skonstruowaną przez to biuro była Łuna 9, która też jako pierwsza dokonała miękkiego lądowania na powierzchni Księżyca.
Na bazie sond E-6 skonstruowano następnie sondy E-6S i E-6ŁF, których zadaniem było wejście na orbitę wokółksiężycową. Pierwsze z tych sond przygotowano do startu w ciągu zaledwie miesiąca. Lot Łuny 10, która stała się pierwszym sztucznym satelitą Księżyca, wykorzystano propagandowo odgrywając z jej pokładu Międzynarodówkę dla uczczenia 23. Zjazdu KPZR.
Po wykonaniu w 1966 r. podstawowych zadań programu, ostatnie z sond tego typu (sondy E-6ŁS) zostały wykorzystane do przeprowadzenia testów systemów łącznościowych i badań pola grawitacyjnego Księżyca, na potrzeby planowanego programu radzieckich załogowych lotów księżycowych.

### Trzecia generacja: lata 1969–1976
Pierwsze prace nad projektem księżycowego pojazdu samobieżnego rozpoczęto w biurze OKB-1 w 1960 r., początkowo pod nazwą Ł2. W 1965 r. projekt, który przemianowano na E-8, został przejęty przez biuro GSMZ Ławoczkin.
Celem programu E-8 było skonstruowanie sond, które miały dostarczyć na powierzchnię Księżyca pojazdy samobieżne 8EŁ (później nazwane Łunochod) oraz ciężkich sztucznych satelitów Księżyca E-8ŁS. Pierwotnie miały one uczestniczyć w radzieckim programie załogowych lotów księżycowych. Fotografie wykonane przez satelity E-8ŁS miały posłużyć do wyznaczenia bezpiecznych miejsc na lądowanie załogowego lądownika ŁK. Pojazdy samobieżne miały na miejscu szczegółowo zbadać planowane lądowisko, służyć jako radiolatarnia naprowadzająca lądownik załogowy i wykonać jego dokładne oględziny z zewnątrz. Planowano też zaopatrzenie pojazdu w zbiorniki tlenu dla kosmonauty i umożliwienie mu, w razie konieczności, przejazdu do lądownika zapasowego. Po zaniechaniu programu lotów załogowych Łunochody zostały wykorzystane do badania powierzchni Księżyca i pomiarów odległości między Ziemią a Księżycem przy użyciu odbłyśników laserowych.
W 1967 r. podjęto decyzję o skonstruowaniu sond typu E-8-5 mających za zadanie pobranie niewielkich, o masie ok. 100 g, próbek gruntu księżycowego i dostarczenie ich z powrotem na Ziemię. Miały one stanowić radziecką odpowiedź na program Apollo, w przypadku gdyby nie udało się wyprzedzić Amerykanów w przeprowadzeniu lądowania człowieka na Księżycu.
Sondy trzeciej generacji były masywnymi obiektami o masie około 5700–5900 kg. Podstawę sondy we wszystkich modelach stanowił człon KT składający się z głównego silnika rakietowego, silniczków korekcyjnych, zbiorników z materiałami pędnymi i przedziału z aparaturą sterującą, łącznościową i zasilającą w energię. U podstawy lądowników znajdowały się cztery podpory. W sondach E-8 człon ten wyposażony był też w dwie rampy służące do zjazdu Łunochoda, a w modelu E-8-5 znajdowało się urządzenie wiertnicze do pobrania próbki gruntu. Górna część sondy różniła się w zależności od modelu. W sondach E-8 umieszczano tam pojazd samobieżny 8EŁ, w satelitach E-8ŁS zamiast pojazdu znajdował się hermetyczny pojemnik z kamerami telewizyjnymi i pozostałymi instrumentami naukowymi. Górną część sond E-8-5 stanowił człon powrotny z własnym silnikiem startowym, zbiornikami materiałów pędnych i kapsułą, w której pobrana próbka gruntu wracała na Ziemię. Masa sond przy lądowaniu na Księżycu wynosiła od 1836 kg do ok. 1900 kg. Kapsuła powrotna sond E-8-5 miała masę jedynie 39 kg.
Sondy były wynoszone przez rakiety nośne typu 8K82K (oznaczane też jako UR-500K) Proton-K. Początkowo wchodziły na niską orbitę wokółziemską, skąd zapłon górnego stopnia rakiety nośnej kierował je ku Księżycowi. Sondy samodzielnie dokonywały korekt lotu, następnie wchodziły na orbitę wokółksiężycową i, w przypadku lądowników, wykonywały manewry przygotowujące do lądowania. Końcowy manewr trwał ok. 6 minut i kończył się miękkim lądowaniem. Przy starcie z powierzchni Księżyca człon powrotny uzyskiwał prędkość ok. 2,7 km/s i wchodził na trajektorię balistyczną bezpośrednio prowadzącą ku Ziemi.
Najdramatyczniejszy moment w radziecko-amerykańskim wyścigu na Księżyc miał miejsce w lipcu 1969 r. Miesiąc wcześniej pierwsza z sond E-8-5 uległa zniszczeniu podczas startu. Ostatnią szansą na uzyskanie próbek gruntu przed Amerykanami był lot kolejnej sondy. Start Łuny 15 zakończył się powodzeniem. Sonda znalazła się na wokółksiężycowej orbicie w tym samym momencie co Apollo 11 i rozpoczęła manewry przygotowujące do lądowania. Wywołało to zaniepokojenie w NASA obawiającej się, że sonda może kolidować z misją statku Apollo. Łuna 15 lądowała zaledwie w kilkanaście godzin po amerykańskich astronautach, uległa jednak rozbiciu. W połowie 2009 roku, w związku z 40. rocznicą misji Apollo, upubliczniono nagranie sporządzone w radioastronomicznym Obserwatorium Jodrell Bank należącym do Uniwersytetu w Manchesterze, które śledziło obydwie misje – rosyjską i amerykańską.
Po zakończonych sukcesem lotach Łuny 16, Łunochoda 1 i ich następców, propaganda radziecka zaczęła twierdzić, że zadania, które wykonali amerykańscy astronauci programu Apollo, Związek Radziecki osiągnął dzięki sondom automatycznym, dużo mniejszym kosztem i bez narażania życia kosmonautów. Jednocześnie zaprzeczano, że w ZSRR przygotowywane były załogowe loty na Księżyc.
Po zakończeniu amerykańskiego programu Apollo, również w Związku Radzieckim zmalało zainteresowanie kontynuacją programu lotów księżycowych. Został on ostatecznie zaniechany po locie Łuny 24. Na Ziemi pozostały kolejne przygotowywane do lotu sondy, w tym skonstruowany już pojazd Łunochod 3.

## Lista misji
| Typ i numer seryjny           | Nazwa oficjalna | Nazwa nieoficjalna | Data startu          | Zadania                                                          | Uwagi |
| ----------------------------- | --------------- | ------------------ | -------------------- | ---------------------------------------------------------------- | --- |
| E-1 No. 1                     |                 | Łuna 1958A         | 23 września 1958     | Uderzenie w powierzchnię Księżyca.                               | Awaria rakiety nośnej. |
| E-1 No. 2                     |                 | Łuna 1958B         | 11 października 1958 | Uderzenie w powierzchnię Księżyca.                               | Awaria rakiety nośnej. |
| E-1 No. 3                     |                 | Łuna 1958C         | 4 grudnia 1958       | Uderzenie w powierzchnię Księżyca.                               | Awaria rakiety nośnej. |
| E-1 No. 4                     | Łuna 1          |                    | 2 stycznia 1959      | Uderzenie w powierzchnię Księżyca.                               | Przelot w odległości 5995 km od powierzchni Księżyca i wejście na orbitę heliocentryczną. |
| E-1A No. 5                    |                 | Łuna 1959A         | 18 czerwca 1959      | Uderzenie w powierzchnię Księżyca.                               | Awaria rakiety nośnej. |
| E-1A No. 7 (E-1A No. 6)       | Łuna 2          |                    | 12 września 1959     | Uderzenie w powierzchnię Księżyca.                               | Po raz pierwszy w dziejach zrealizowano lot z Ziemi na Księżyc. Uderzenie nastąpiło 13 września 1959 o 21:02:24 UT w miejscu o współrzędnych 29,1°N, 0°W — Palus Putredinis.                     |
| E-2A No. 1                    | Łuna 3          |                    | 4 października 1959  | Przelot obok Księżyca.                                           | Przelot w odległości 6200 km od powierzchni Księżyca i wykonanie pierwszych fotografii jego niewidocznej strony.                                                                                 |
| E-3 No. 1                     |                 | Łuna 1960A         | 15 kwietnia 1960     | Przelot obok Księżyca.                                           | Awaria rakiety nośnej. Sonda osiągnęła odległość 200000 km od powierzchni Ziemi. |
| E-3 No. 2                     |                 | Łuna 1960B         | 16 kwietnia 1960     | Przelot obok Księżyca.                                           | Awaria rakiety nośnej. |
| E-6 No. 2 (E-6 No. 1)         |                 | Sputnik 25         | 4 stycznia 1963      | Miękkie lądowanie na Księżycu.                                   | Z powodu awarii rakiety nośnej nie powiodła się ucieczka z orbity wokółziemskiej i sonda po jednym dniu spłonęła w atmosferze.                                                                   |
| E-6 No. 3 (E-6 No. 2)         |                 | Łuna 1963B         | 3 lutego 1963        | Miękkie lądowanie na Księżycu.                                   | Awaria rakiety nośnej. |
| E-6 No. 4 (E-6 No. 3)         | Łuna 4          |                    | 2 kwietnia 1963      | Miękkie lądowanie na Księżycu.                                   | Przelot w odległości 8336 km od powierzchni Księżyca i wejście na orbitę heliocentryczną. |
| E-6 No. 6 (E-6 No. 4)         |                 | Łuna 1964A         | 21 marca 1964        | Miękkie lądowanie na Księżycu.                                   | Awaria rakiety nośnej. |
| E-6 No. 5                     |                 | Łuna 1964B         | 20 kwietnia 1964     | Miękkie lądowanie na Księżycu.                                   | Awaria rakiety nośnej. |
| E-6 No. 9                     | Kosmos 60       |                    | 12 marca 1965        | Miękkie lądowanie na Księżycu.                                   | Z powodu awarii rakiety nośnej nie powiodła się ucieczka z orbity wokółziemskiej i sonda po pięciu dniach spłonęła w atmosferze.                                                                 |
| E-6 No. 8                     |                 | Łuna 1965A         | 10 kwietnia 1965     | Miękkie lądowanie na Księżycu.                                   | Awaria rakiety nośnej. |
| E-6 No. 10                    | Łuna 5          |                    | 9 maja 1965          | Miękkie lądowanie na Księżycu.                                   | Nieudana próba miękkiego lądowania. Sonda uderzyła w powierzchnię Księżyca 12 maja 1965 (31°S, 8°W — Mare Nubium).                                                                               |
| E-6 No. 7                     | Łuna 6          |                    | 8 czerwca 1965       | Miękkie lądowanie na Księżycu.                                   | Awaria silnika podczas korekcji orbity. Sonda minęła Księżyc w odległości 159613 km. |
| E-6 No. 11                    | Łuna 7          |                    | 4 października 1965  | Miękkie lądowanie na Księżycu.                                   | Nieudana próba miękkiego lądowania. Sonda uderzyła w powierzchnię Księżyca 7 października 1965 (9°N, 40°W, lub według niektórych źródeł 9°N, 49°W — Oceanus Procellarum).                        |
| E-6 No. 12                    | Łuna 8          |                    | 3 grudnia 1965       | Miękkie lądowanie na Księżycu.                                   | Nieudana próba miękkiego lądowania. Sonda uderzyła w powierzchnię Księżyca 6 grudnia 1965 (9,1°N, 63,3°W — Oceanus Procellarum).                                                                 |
| E-6M No. 202 (E-6M No. 13)    | Łuna 9          |                    | 31 stycznia 1966     | Miękkie lądowanie na Księżycu.                                   | Pierwsze udane miękkie lądowanie na powierzchni Księżyca: 3 lutego 1966 o 18:45:30 UTC (7,13°N, 64,37°W — Oceanus Procellarum).                                                                  |
| E-6S No. 204                  | Kosmos 111      |                    | 1 marca 1966         | Orbita wokółksiężycowa.                                          | Z powodu awarii rakiety nośnej nie powiodła się ucieczka z orbity wokółziemskiej i sonda po dwóch dniach spłonęła w atmosferze.                                                                  |
| E-6S No. 206                  | Łuna 10         |                    | 31 marca 1966        | Orbita wokółksiężycowa.                                          | Pierwszy sztuczny satelita Księżyca: 3 kwietnia 1966 r. Aparatura sondy działała do 30 maja 1966 r.                                                                                              |
| E-6ŁF No. 101                 | Łuna 11         |                    | 24 sierpnia 1966     | Orbita wokółksiężycowa.                                          | Sztuczny satelita Księżyca: 27 sierpnia 1966 r. Aparatura sondy działała do 1 października 1966 r.                                                                                               |
| E-6ŁF No. 102                 | Łuna 12         |                    | 22 października 1966 | Orbita wokółksiężycowa.                                          | Sztuczny satelita Księżyca: 25 października 1966 r. Aparatura sondy działała do 19 stycznia 1967 r.                                                                                              |
| E-6M No. 205                  | Łuna 13         |                    | 21 grudnia 1966      | Miękkie lądowanie na Księżycu.                                   | Miękkie lądowanie na powierzchni Księżyca: 24 grudnia 1966 o 18:01 UTC (18,87°N, 62,05°W — Oceanus Procellarum).                                                                                 |
| E-6ŁS No. 111                 | Kosmos 159      |                    | 16 maja 1967         | Orbita wokółziemska o wysokim apogeum.                           | Testy systemów nawigacyjnych i łącznościowych na potrzeby załogowego programu księżycowego. |
| E-6ŁS No. 112                 |                 | Łuna 1968A         | 7 lutego 1968        | Orbita wokółksiężycowa.                                          | Awaria rakiety nośnej. |
| E-6ŁS No. 113                 | Łuna 14         |                    | 7 kwietnia 1968      | Orbita wokółksiężycowa.                                          | Sztuczny satelita Księżyca: 10 kwietnia 1968 r. Testy systemów nawigacyjnych i łącznościowych na potrzeby załogowego programu księżycowego.                                                      |
| E-8 No. 201                   |                 | Łuna 1969A         | 19 lutego 1969       | Lądowanie na Księżycu pojazdu samobieżnego (łazika) 8EŁ No. 201. | Awaria rakiety nośnej. |
| E-8-5 No. 402                 |                 | Łuna 1969B         | 14 czerwca 1969      | Powrót z próbką gruntu księżycowego.                             | Awaria rakiety nośnej. |
| E-8-5 No. 401                 | Łuna 15         |                    | 13 lipca 1969        | Powrót z próbką gruntu księżycowego.                             | Sonda rozbiła się podczas próby lądowania 21 lipca 1969 (17°N, 60°E — Mare Crisium). |
| E-8-5 No. 403                 | Kosmos 300      |                    | 23 września 1969     | Powrót z próbką gruntu księżycowego.                             | Z powodu awarii rakiety nośnej nie powiodła się ucieczka z orbity wokółziemskiej i sonda po czterech dniach spłonęła w atmosferze.                                                               |
| E-8-5 No. 404                 | Kosmos 305      |                    | 22 października 1969 | Powrót z próbką gruntu księżycowego.                             | Z powodu awarii rakiety nośnej nie powiodła się ucieczka z orbity wokółziemskiej i sonda spłonęła w atmosferze.                                                                                  |
| E-8-5 No. 405                 |                 | Łuna 1970A         | 6 lutego 1970        | Powrót z próbką gruntu księżycowego.                             | Awaria rakiety nośnej. |
| E-8-5 No. 406                 | Łuna 16         |                    | 12 września 1970     | Powrót z próbką gruntu księżycowego.                             | Lądowanie na powierzchni Księżyca: 20 września 1970 o 05:18 UTC (0,513°S, 56,364°E — Mare Fecunditatis). Automatyczne pobranie próbki gruntu o masie 101 g. Powrót na Ziemię 24 września 1970 r. |
| E-8 No. 203                   | Łuna 17         |                    | 10 listopada 1970    | Lądowanie na Księżycu pojazdu samobieżnego.                      | Lądowanie na powierzchni Księżyca: 17 listopada 1970 o 03:47 UTC (38,238°N, 34,997°W — Mare Imbrium). Automatyczny pojazd Łunochod 1 funkcjonował do 14 września 1971 r.                         |
| E-8-5 No. 407                 | Łuna 18         |                    | 2 września 1971      | Powrót z próbką gruntu księżycowego.                             | Sonda rozbiła się podczas próby lądowania 11 września 1971 (3,57°N, 56,50°E — Mare Fecunditatis).                                                                                                |
| E-8ŁS No. 202                 | Łuna 19         |                    | 28 września 1971     | Orbita wokółksiężycowa.                                          | Sztuczny satelita Księżyca: 2 października 1971 r. Aparatura sondy działała do października 1972 r.                                                                                              |
| E-8-5 No. 408                 | Łuna 20         |                    | 14 lutego 1972       | Powrót z próbką gruntu księżycowego.                             | Lądowanie na powierzchni Księżyca: 21 lutego 1972 o 19:19 UTC (3,787°N, 56,625°E — wyżyna Apollonius). Automatyczne pobranie próbki gruntu o masie ok. 50 g. Powrót na Ziemię 25 lutego 1972 r.  |
| E-8 No. 204                   | Łuna 21         |                    | 8 stycznia 1973      | Lądowanie na Księżycu pojazdu samobieżnego.                      | Lądowanie na powierzchni Księżyca: 15 stycznia 1973 o 22:35 UTC (26,003°N, 30,408°E — krater Le Monnier). Automatyczny pojazd Łunochod 2 funkcjonował do 10 maja 1973 r.                         |
| E-8ŁS No. 220 (E-8ŁS No. 206) | Łuna 22         |                    | 29 maja 1974         | Orbita wokółksiężycowa.                                          | Sztuczny satelita Księżyca: 2 czerwca 1974 r. Aparatura sondy działała do listopada 1975 r. |
| E-8-5M No. 410                | Łuna 23         |                    | 28 października 1974 | Powrót z próbką gruntu księżycowego.                             | Lądowanie na powierzchni Księżyca: 6 listopada 1974 o 05:37 UTC (12,666°N, 62,151°E — Mare Crisium). Lądownik został uszkodzony podczas lądowania i nie mógł pobrać próbki gruntu.               |
| E-8-5M No. 412                |                 | Łuna 1975A         | 16 października 1975 | Powrót z próbką gruntu księżycowego.                             | Awaria rakiety nośnej. |
| E-8-5M No. 413                | Łuna 24         |                    | 9 sierpnia 1976      | Powrót z próbką gruntu księżycowego.                             | Lądowanie na powierzchni Księżyca: 18 sierpnia 1976 o 06:36 UTC (12,714°N, 62,213°E — Mare Crisium). Automatyczne pobranie próbki gruntu o masie 170 g. Powrót na Ziemię 22 sierpnia 1976 r.     |

## Efekty programu Łuna
Dzięki swojej wszechstronności, program Łuna dostarczył radzieckiej kosmonautyce zdecydowanie największych sukcesów z zakresu eksploracji Srebrnego Globu, zwłaszcza, że Radzieccy zrezygnowali z misji załogowych w kierunku tego ciała niebieskiego. Na 24 oficjalne misje programu Łuna, 15 zakończyło się sukcesem, 7 niepowodzeniem, zaś 2 misje uznano za częściowo udane. Z dużym powodzeniem udało się zrealizować podstawowe zadania programu: wykonać szczegółową dokumentację fotograficzną z orbity księżycowej, miękko wylądować na jego powierzchni i wykonać tam dokumentację fotograficzną, umieścić pojazdy bezzałogowe zdolne do przemierzenia dużych odległości, wreszcie dostarczyć na Ziemię próbki gruntu księżycowego.

## Rosyjski program badań Księżyca
Po trzydziestu latach od zakończenia radzieckiego programu badań Księżyca, w Rosji podjęto przygotowania do wznowienia misji sond księżycowych. W 2006 r. zatwierdzono do realizacji misję sondy Łuna 25 (ówcześnie Łuna-Głob) oraz przyjęto, składający się z czterech etapów, program eksploracji Księżyca.

### Cele programu
- Przeprowadzenie podstawowych badań Księżyca dotyczących między innymi jego pochodzenia, ewolucji, struktury wewnętrznej i anomalii magnetycznych.
- Zdobycie naukowej i inżynieryjnej wiedzy niezbędnej dla wsparcia misji załogowych na Księżyc.
- Badanie metod wykorzystywania surowców księżycowych.
- Stworzenie możliwości do prowadzenia z Księżyca obserwacji Ziemi, Słońca i innych obiektów astronomicznych[10].

### Etapy programu
- W pierwszym etapie na powierzchni Księżyca zostanie umieszczona sonda Łuna 25, która posłuży do sprawdzenia techniki. Sonda Łuna 26 na orbicie wokółksiężycowej będzie służyła do komunikacji między powierzchnią Księżyca a Ziemią, pomoże w wyborze przyszłych miejsc lądowania oraz wykona badania powierzchni i jądra Księżyca. Start sond planowany był na 2009 lub 2010 rok, realizacja programu znacznie się opóźniła[11]. Łuna 25 poleciała 11 sierpnia 2023 roku z Kosmodromu Wostocznyj[12]. Łuna 26 poleci później[13].
- Drugi etap przewiduje lądowanie pojazdu samobieżnego, który wykona badania składu gruntu księżycowego. W listopadzie 2007 r. zostało podpisane porozumienie pomiędzy agencją Roskosmos i indyjską agencją ISRO, na mocy którego planowana indyjska sonda Chandrayaan-2 miała zostać zaopatrzona w rosyjski lądownik Łuna-Głob 2 o masie ok. 1250 kg. Na jego pokładzie miał się znaleźć zbudowany przez ISRO mały pojazd samobieżny (łazik). Start sondy początkowo planowany był na lata 2011–2012, jednak uległ przesunięciu na 2014 rok[14]. Ostatecznie, po porażce misji Fobos-Grunt, doszło do rewizji planów i Rosjanie wycofali się z projektu[15]. Misja lądownika Łuna 27 będzie realizowana samodzielnie przez Roskosmos po 2023 roku; użycie małego pojazdu samobieżnego pozostaje w planach[13].
- W trzecim etapie proponowana jest misja mająca na celu pobranie i dostarczenie na Ziemię próbek gruntu księżycowego (projekt Łuna-Grunt).
- W dalszej kolejności możliwe jest założenie automatycznej bazy na powierzchni Księżyca, w skład której wejdą liczne moduły stacjonarne i pojazdy samobieżne o różnorodnym  przeznaczeniu (projekt Łunnyj Poligon).